# 彩虹姊姊的大秘密
〈彩虹姊姊的大秘密〉（英語：Lady & Peebles）是《探險活寶》第四季的第19集。在卡通頻道2012年8月20日播出。本集以阿寶和老皮為主角。在這一集裡，泡泡糖公主和彩虹姊姊尋找阿寶和老皮，與冰霸王的戰鬥後已經失蹤三週。之後有緣相見冰霸王的心臟寒黑心，他綁架他們並希望娶泡泡糖。泡泡糖最終以肉搏戰擊敗寒黑心。